# Ophioglossaceae
Ver Pteridophyta para una introducción a las plantas vasculares sin semilla
Las ofioglosáceas (nombre científico Ophioglossaceae), en la moderna clasificación de Christenhusz et al. 2011 (basada en Smith et al. 2006, 2008), son la única familia del orden Ophioglossales; son un grupo monofilético primitivo de helechos, de tamaño pequeño, con una sola fronde por estación de crecimiento, que posee un sector estéril (que posee la lámina) y un sector fértil (el esporoforo) con esporangios de paredes gruesas. Son hermanas de las psilotáceas, relación que se mantuvo en la oscuridad durante mucho tiempo hasta que se hicieron los análisis moleculares correspondientes, y comparten importantes sinapomorfías con ellas, como el gametófito subterráneo micotrófico, y el esporófito micorrícico.

## Géneros
- Ophioglossum

- Botrychium

- Helminthostachys

- Mankyua

## Filogenia
Introducción teórica en Filogenia
Como circunscripto según Christenhusz et al. 2011 (basada en Smith et al. 2006, 2008); es monofilético (Hasebe et al. 1995, Hauk 1995, Pryer et al. 2001a y 2004b, Hauk et al. 2003). 
Hasta el 2001 Psilotum era considerado un "fósil viviente", verdadero exponente vivo de las primeras plantas vasculares como Rhynia. Los análisis genéticos demostraron que junto con Ophioglossaceae forman un grupo monofilético hermano del resto de los helechos, junto con los cuales forman la división Monilophyta.
|  |

## Taxonomía
Introducción teórica en Taxonomía
La clasificación más actualizada es la de Christenhusz et al. 2011 (basada en Smith et al. 2006, 2008); que también provee una secuencia lineal de las licofitas y monilofitas.
- - Orden E. Ophioglossales Link, Hort. Berol. 2: 151 (1833).

1 familia.
- -     - Familia 5. Ophioglossaceae Martinov, Tekhno-Bot. Slovar : 438 (1820). Sinónimos: Botrychiaceae Horan., Char. Ess. Fam. 15 (1847). Helminthostachyaceae Ching, Bull. Fan Mem. Inst. Biol. Bot. 10: 235 (1941).

5 géneros (Cheiroglossa,  Botrychium, Helminthostachys, Mankyua, Ophioglossum). Referencias: Hauk et al. (2003), Kato (1988), Sun et al. (2001), Wagner & Wagner (1983).

### ClasificaciónsensuSmithet al.2006
Clados y taxones superiores: Plantae (clado), Viridiplantae, Streptophyta, Streptophytina, Embryophyta, Tracheophyta, Euphyllophyta, Monilophyta, Clase Psilotopsida, Orden Ophioglossales, familia Ophioglossaceae.
Sinónimos: Ophioglossoides, incl. Botrychiaceae, Helminthostachyaceae.
Circunscripción: 4 géneros: 
- Botrychium sensu lato (a veces dividido de forma más fina -Kato 1987, Hauk et al. 2003-, en inglés, "grape ferns" y "moonworts", incluidos Botrychium sensu stricto, Sceptridium, Botrypus y Japanobotrychium)
- Helminthostachys
- Mankyua (de la isla Cheju, en Corea, descripta recientemente pero aún sin información molecular, Sun et al. 2001).
- Ophioglossum sensu lato (a veces dividido de forma más fina -Kato 1987, Hauk et al. 2003-, en inglés, "adder tongues", incluidos Cheiroglossa, Ophioderma)

Cerca de 80 espècies.

### Otras clasificaciones
En las clasificaciones tradicionales como el sistema de clasificación de Engler, las ofioglosáceas a pesar de que son evidentemente primitivas (por caracteres como el gametófito subterráneo, la falta de pelos radicales, la prefoliación no circinada), debido a que tienen megafilos conspicuos, fueron tradicionalmente tratadas como un grupo antiguo dentro de los helechos con megafilos (Pterophyta, Pteropsida o Filicopsida sensu Engler). Debido a que Psilotales no tienen megafilos conspicuos, durante mucho tiempo no fueron puestos en el mismo taxón superior que las ofioglosáceas. La clasificación sensu Engler es la siguiente:
- Reino Plantae (polifilético), división Embryophyta asiphonogama (parafilético), subdivisión Pteridophyta (parafilético), clase Filicopsida (polifilético, sería monofilético si se agregaran Psilotaceae y Equisetopsidas), subclase Ophioglossidae (monofilético, equivalente a Ophioglossales / Ophioglossaceae sensu Smith et al.).

En clasificaciones un poco más modernas como la adoptada en wikispecies, las ofioglosáceas poseen su propia división Ophioglossophyta, que las separa del resto de los helechos con megafilos. Aun así en este sistema de clasificación, su relación con Psilotáceas no fue establecido.

## Ecología
La mayoría de las especies terrestres, unas pocas epífitas. 
Distribuidas en todo el mundo (cosmopolitas), especialmente en climas templados y tropicales. 
Hay una considerable diversidad en hábitats relativamente poco perturbados, pero son más fáciles de encontrar en campos con pasturas perturbadas, campos antiguos y en bosques jóvenes renacidos (Judd et al. 2002). Las especies sudamericanas son encontradas en márgenes de cuerpo de agua o terrenos de agua permanente (Ramón Palacios 2006, Pteridofita, no publicado). 

## Caracteres
Las ofioglosáceas son plantas vasculares con ciclo de vida haplodiplonte donde la alternancia de generaciones es bien manifiesta, con esporófito y gametófito multicelulares e independientes, con esporas como unidad de dispersión y de resistencia. El gametófito es un "talo" (cuerpo sin organización), y el esporófito es un "cormo" (con raíz, vástago y sistema vascular). Debido a estas características tradicionalmente se las agrupa con las "pteridofitas".
Poseen esporófitos con megafilos o "frondes" (Euphyllophyta).
Los tallos son no ramificados, cortos, mayormente subterráneos. 
Las ofioglosáceas se caracterizan por poseer usualmente una sola fronde por cada estación de crecimiento por tallo. La fronde está dividida en dos segmentos, uno apical sin esporangios, con lámina especializada en la fotosíntesis de unos centímetros a unos 50 cm de largo, raramente ausente, y un sector basal de lámina reducida, que nace en la base o a lo largo del pecíolo de la fronde, portador de esporangios (se dice que la fronde es un "trofoesporofilo sectorial" con dos pinas, la basal fértil y la apical estéril, la pina basal fértil se llama "esporoforo"). Las diferencias en la morfología de los segmentos es característica de cada género o subgénero y es utilizada para detrminarlos:
- - en Ophioglossum la pina apical estéril es entera
- - en Botrychium es dividida
- - muchas pinas (fértiles y estériles) por fronde en "Cheiroglossa", ahora anidado dentro de Ophioglossum (Smith et al. 2006)

Esta peculiar morfología puede haber sido derivada de un sistema de ramificación dicotómico (Judd et al. 2002).
La prefoliación, a diferencia de los demás helechos con megafilos conspicuos, es plegada (conduplicada), no circinada o rara vez "de alguna forma" circinada.
Los rizomas y los pecíolos son carnosos.
Raíces presentes, pero sin pelos radicales, sin aeróforos (Davies 1991), asociadas con hongos ("micorrícicas"), relación en que los hongos son alimentados por la planta y a cambio exploran el suelo y le otorgan los nutrientes del suelo.
A la lupa se ve que los esporangios son grandes, con paredes de dos células de espesor, sin anillo, con muchas (más de 1000) esporas por esporangio ("eusporangios").
Al microscopio se ve que las esporas son globosas, tetraédricas, con marca trilete. 
El gametófito es subterráneo, sin clorofila (no fotosintético), asociado con un hongo endofítico (micorriza) del que recibe la energía ("gametofito micotrófico"). Su morfología es de estructuras como tubérculos ("gametofito tuberoso").
Número de cromosomas: x = 45 (46). Fue informado un número de cromosomas en Ophioglossum de hasta 2n=1400, el número más alto de todas las traqueofitas (Judd et al. 2002).
Se está haciendo una revisión de la interpretación de la morfología de la familia, en vista de los resultados genéticos que la ubican en esa posición tan particular en el árbol filogenético.

### Hábito y detalle de esporoforo deOphioglossum
|  |  |  |

### Hábito y crecimiento deBotrychium
|  |  |  |

### Libros
- Judd, W. S. Campbell, C. S. Kellogg, E. A. Stevens, P.F. Donoghue, M. J. 2002. Plant systematics: a phylogenetic approach, Second Edition. Sinauer Axxoc, USA.

### Publicaciones
- Pryer, Kathleen M., Harald Schneider, Alan R. Smith, Raymond Cranfill, Paul G. Wolf, Jeffrey S. Hunt y Sedonia D. Sipes. 2001. "Horsetails and ferns are a monophyletic group and the closest living relatives to seed plants". Nature 409: 618-622 (pdf aquí).

- A. R. Smith, K. M. Pryer, E. Schuettpelz, P. Korall, H. Schneider, P. G. Wolf. 2006. "A classification for extant ferns". Taxon 55(3), 705-731 (pdf aquí)